# Trichestola guatemalana
Trichestola guatemalana är en skalbaggsart som beskrevs av Stefan von Breuning 1950. Trichestola guatemalana ingår i släktet Trichestola och familjen långhorningar.
Artens utbredningsområde är Guatemala. Inga underarter finns listade i Catalogue of Life.